# Copa Nacional de Clubes 2021
La Copa Nacional de Clubes 2021 es la 56ª edición del torneo de clubes del interior más importante de Uruguay y la 17° bajo el nombre de Copa Nacional de Clubes. Es organizado por la Organización del Fútbol del Interior. El torneo vuelve a disputarse luego de la suspensión en 2020 debido a la Pandemia de COVID-19. El campeón defensor es Lavalleja de Minas.

## Formato
El torneo se compone de dos fases, la fase de grupos y la fase eliminatoria. 
En la fase de grupos, los 24 equipos se dividen en seis series de cuatro equipos cada una y juegan entre sí a dos rondas, totalizando así seis partidos por equipo.
En la fase eliminatoria, clasifican los primeros dos de cada serie y los cuatro mejores terceros de la fase de grupos totalizando 16 equipos que disputarán los octavos de final y continuarán hasta la final. Esta fase se juega a ida y vuelta. La final también se disputará a ida y vuelta, con la particularidad de que no contará la diferencia de gol. Esto quiere decir que si un finalista gana en el partido de ida y en el partido de vuelta gana el otro finalista, sin importar la diferencia de goles. En caso de que esto ocurra, se disputarán dos tiempos extra de 15 minutos que iniciarán con el marcador en 0. En caso de persistir la igualdad, se ejecutarán tiros desde el punto penal.
Los equipos que finalicen en el último lugar de sus series volverán a sus ligas de origen para la temporada 2022 mientras que los ganadores de los cuartos de final más los dos mejores perdedores de los cuartos de final de la División B ascenderán a la División A en lugar de los descendidos de la temporada anterior.

## Equipos participantes
La siguiente es una lista de los equipos que disputarán el torneo según su departamento de origen.
| Departamento | Equipos                       | Departamento | Equipos                        |
| ------------ | ----------------------------- | ------------ | ------------------------------ |
| San José     | Central (San José)            | Paysandú     | Amanecer (Paysandú)            |
| San José     | Río Negro (San José)          | Paysandú     | Huracán (Paysandú)             |
| San José     | San Lorenzo (San José)        | Salto        | Ferro Carril (Salto)           |
| San José     | Universal (San José)          | Salto        | Universitario (Salto)          |
| Canelones    | Juanicó (Canelones)           | Artigas      | San Eugenio (Artigas)          |
| Canelones    | Progreso (Estación Atlántida) | Colonia      | Juventud (Colonia)             |
| Cerro Largo  | Boca Juniors (Melo)           | Flores       | Porongos (Flores)              |
| Cerro Largo  | Melo Wanderers (Melo)         | Florida      | Nacional (Florida)             |
| Lavalleja    | Barrio Olímpico (Minas)       | Río Negro    | Laureles (Fray Bentos)         |
| Lavalleja    | Lavalleja (Minas)             | Rocha        | Lavalleja (Rocha)              |
| Maldonado    | Piriápolis (Piriápolis)       | Soriano      | Barracas (Dolores)             |
| Maldonado    | Ituzaingó (Maldonado)         | Tacuarembó   | Wanderers Juvenil (Tacuarembó) |

## Fase de grupos

###### Serie A
| Pos. | Equipo            | Pts. | PJ | PG | PE | PP | GF | GC | Dif. |
| ---- | ----------------- | ---- | -- | -- | -- | -- | -- | -- | ---- |
| 1.º  | San Eugenio       | 10   | 6  | 2  | 4  | 0  | 9  | 7  | 2    |
| 2.º  | Wanderers Juvenil | 7    | 6  | 1  | 4  | 1  | 6  | 6  | 0    |
| 3.º  | Huracán           | 7    | 6  | 1  | 4  | 1  | 8  | 9  | −1   |
| 4.º  | Ferro Carril      | 4    | 6  | 0  | 4  | 2  | 5  | 7  | −2   |

|  | Clasificado a octavos de final |
|  | Posible mejor tercero          |
|  | Eliminado y descendido         |

| Fecha 1           | Fecha 1   | Fecha 1           | Fecha 1           | Fecha 1          | Fecha 1 |                   | Fecha 2   | Fecha 2           | Fecha 2           | Fecha 2          | Fecha 2 | Fecha 2 |
| Local             | Resultado | Visitante         | Estadio           | Fecha            | Hora    | Local             | Resultado | Visitante         | Estadio           | Fecha            | Hora    |         |
| Huracán           | 0-1       | Wanderers Juvenil | Parque Artigas    | 29 de agosto     | 16:00   | Wanderers Juvenil | 1-2       | San Eugenio       | Raúl Goyenola     | 4 de septiembre  | 16:00   |         |
| Ferro Carril      | 1-2       | San Eugenio       | Ernesto Dickinson | 29 de agosto     | 17:00   | Huracán           | 1-1       | Ferro Carril      | Parque Rivaben    | 5 de septiembre  | 15:30   |         |
| Fecha 3           | Fecha 3   | Fecha 3           | Fecha 3           | Fecha 3          | Fecha 3 | Fecha 4           | Fecha 4   | Fecha 4           | Fecha 4           | Fecha 4          | Fecha 4 |         |
| Local             | Resultado | Visitante         | Estadio           | Fecha            | Hora    | Local             | Resultado | Visitante         | Estadio           | Fecha            | Hora    |         |
| Ferro Carril      | 0-0       | Wanderers Juvenil | Luis Merazzi      | 11 de septiembre | 15:30   | Wanderers Juvenil | 3-3       | Huracán           | Raúl Goyenola     | 18 de septiembre | 16:30   |         |
| San Eugenio       | 2-2       | Huracán           | Matías González   | 12 de septiembre | 15:30   | San Eugenio       | 2-2       | Ferro Carril      | Matías González   | 19 de septiembre | 15:30   |         |
| Fecha 5           | Fecha 5   | Fecha 5           | Fecha 5           | Fecha 5          | Fecha 5 | Fecha 6           | Fecha 6   | Fecha 6           | Fecha 6           | Fecha 6          | Fecha 6 |         |
| Local             | Resultado | Visitante         | Estadio           | Fecha            | Hora    | Local             | Resultado | Visitante         | Estadio           | Fecha            | Hora    |         |
| Huracán           | 1-1       | San Eugenio       | Parque Artigas    | 26 de septiembre | 15:00   | Ferro Carril      | 0-1       | Huracán           | Ernesto Dickinson | 2 de octubre     | 20:15   |         |
| Wanderers Juvenil | 1-1       | Ferro Carril      | Raúl Goyenola     | 26 de septiembre | 16:30   | San Eugenio       | 0-0       | Wanderers Juvenil | Matías González   | 2 de octubre     | 20:15   |         |

###### Serie B
| Pos. | Equipo        | Pts. | PJ | PG | PE | PP | GF | GC | Dif. |
| ---- | ------------- | ---- | -- | -- | -- | -- | -- | -- | ---- |
| 1.º  | Laureles      | 12   | 6  | 3  | 3  | 0  | 8  | 4  | 4    |
| 2.º  | Porongos      | 9    | 6  | 2  | 3  | 1  | 9  | 2  | 7    |
| 3.º  | Universitario | 5    | 6  | 1  | 2  | 3  | 7  | 9  | −2   |
| 4.º  | Amanecer      | 3    | 6  | 0  | 3  | 3  | 4  | 12 | −8   |

|  | Clasificado a octavos de final |
|  | Posible mejor tercero          |
|  | Eliminado y descendido         |

| Fecha 1       | Fecha 1   | Fecha 1       | Fecha 1              | Fecha 1          | Fecha 1 |               | Fecha 2   | Fecha 2       | Fecha 2              | Fecha 2          | Fecha 2 | Fecha 2 |
| Local         | Resultado | Visitante     | Estadio              | Fecha            | Hora    | Local         | Resultado | Visitante     | Estadio              | Fecha            | Hora    |         |
| Universitario | 0-1       | Porongos      | Ernesto Dickinson    | 29 de agosto     | 14:00   | Amanecer      | 0-0       | Porongos      | Parque Artigas       | 15 de septiembre | 17:00   |         |
| Laureles      | 1-1       | Amanecer      | Parque Liebig's      | 29 de agosto     | 16:00   | Laureles      | 1-1       | Universitario | Parque Liebig's      | 15 de septiembre | 19:00   |         |
| Fecha 3       | Fecha 3   | Fecha 3       | Fecha 3              | Fecha 3          | Fecha 3 | Fecha 4       | Fecha 4   | Fecha 4       | Fecha 4              | Fecha 4          | Fecha 4 |         |
| Local         | Resultado | Visitante     | Estadio              | Fecha            | Hora    | Local         | Resultado | Visitante     | Estadio              | Fecha            | Hora    |         |
| Porongos      | 1-1       | Laureles      | Lavalleja (Trinidad) | 10 de septiembre | 21:00   | Porongos      | 1-0       | Universitario | Lavalleja (Trinidad) | 18 de septiembre | 19:00   |         |
| Universitario | 2-1       | Amanecer      | Ernesto Dickinson    | 11 de septiembre | 19:30   | Amanecer      | 0-2       | Laureles      | Parque Artigas       | 18 de septiembre | 19:00   |         |
| Fecha 5       | Fecha 5   | Fecha 5       | Fecha 5              | Fecha 5          | Fecha 5 | Fecha 6       | Fecha 6   | Fecha 6       | Fecha 6              | Fecha 6          | Fecha 6 |         |
| Local         | Resultado | Visitante     | Estadio              | Fecha            | Hora    | Local         | Resultado | Visitante     | Estadio              | Fecha            | Hora    |         |
| Amanecer      | 2-2       | Universitario | Parque Artigas       | 25 de septiembre | 15:30   | Universitario | 2-3       | Laureles      | Ernesto Dickinson    | 2 de octubre     | 18:00   |         |
| Laureles      | 1-0       | Porongos      | Parque Liebig's      | 25 de septiembre | 19:00   | Porongos      | 6-0       | Amanecer      | Lavalleja (Minas)    | 2 de octubre     | 18:00   |         |

###### Serie C
| Pos. | Equipo      | Pts. | PJ | PG | PE | PP | GF | GC | Dif. |
| ---- | ----------- | ---- | -- | -- | -- | -- | -- | -- | ---- |
| 1.º  | Juventud    | 14   | 6  | 4  | 2  | 0  | 12 | 5  | 7    |
| 2.º  | Barracas    | 10   | 6  | 3  | 1  | 2  | 10 | 9  | 1    |
| 3.º  | Central     | 7    | 6  | 2  | 1  | 3  | 9  | 8  | 1    |
| 4.º  | San Lorenzo | 2    | 6  | 0  | 2  | 4  | 5  | 11 | −6   |

|  | Clasificado a octavos de final |
|  | Posible mejor tercero          |
|  | Eliminado y descendido         |

| Fecha 1     | Fecha 1   | Fecha 1     | Fecha 1                | Fecha 1          | Fecha 1 |             | Fecha 2   | Fecha 2     | Fecha 2                 | Fecha 2          | Fecha 2 | Fecha 2 |
| Local       | Resultado | Visitante   | Estadio                | Fecha            | Hora    | Local       | Resultado | Visitante   | Estadio                 | Fecha            | Hora    |         |
| Barracas    | 3-1       | Juventud    | Eduardo Piazze         | 29 de agosto     | 15:30   | San Lorenzo | 0-2       | Juventud    | Casto Martínez          | 4 de septiembre  | 20:00   |         |
| Central     | 0-0       | San Lorenzo | Casto Martínez         | 29 de agosto     | 16:45   | Central     | 0-2       | Barracas    | Casto Martínez          | 5 de septiembre  | 16:00   |         |
| Fecha 3     | Fecha 3   | Fecha 3     | Fecha 3                | Fecha 3          | Fecha 3 | Fecha 4     | Fecha 4   | Fecha 4     | Fecha 4                 | Fecha 4          | Fecha 4 |         |
| Local       | Resultado | Visitante   | Estadio                | Fecha            | Hora    | Local       | Resultado | Visitante   | Estadio                 | Fecha            | Hora    |         |
| Juventud    | 3-1       | Central     | Polideportivo Juventud | 11 de septiembre | 16:00   | Juventud    | 0-0       | Barracas    | Polideportivo Juventud  | 18 de septiembre | 16:00   |         |
| Barracas    | 2-1       | San Lorenzo | Eduardo Piazze         | 12 de septiembre | 15:30   | San Lorenzo | 1-3       | Central     | Casto Martínez          | 19 de septiembre | 16:00   |         |
| Fecha 5     | Fecha 5   | Fecha 5     | Fecha 5                | Fecha 5          | Fecha 5 | Fecha 6     | Fecha 6   | Fecha 6     | Fecha 6                 | Fecha 6          | Fecha 6 |         |
| Local       | Resultado | Visitante   | Estadio                | Fecha            | Hora    | Local       | Resultado | Visitante   | Estadio                 | Fecha            | Hora    |         |
| San Lorenzo | 2-2       | Barracas    | Estadio San Lorenzo    | 25 de septiembre | 16:00   | Barracas    | 1-4       | Central     | Eduardo Piazze          | 3 de octubre     | 15:30   |         |
| Central     | 1-3       | Juventud    | Casto Martínez         | 26 de septiembre | 19:00   | Juventud    | 3-1       | San Lorenzo | Estadio Alberto Suppici | 3 de octubre     | 15:30   |         |

###### Serie D
| Pos. | Equipo    | Pts. | PJ | PG | PE | PP | GF | GC | Dif. |
| ---- | --------- | ---- | -- | -- | -- | -- | -- | -- | ---- |
| 1.º  | Universal | 12   | 6  | 3  | 3  | 0  | 6  | 3  | 3    |
| 2.º  | Río Negro | 9    | 6  | 2  | 3  | 1  | 5  | 2  | 3    |
| 3.º  | Juanicó   | 6    | 6  | 1  | 3  | 2  | 4  | 4  | 0    |
| 4.º  | Nacional  | 3    | 6  | 0  | 3  | 3  | 3  | 8  | −5   |

|  | Clasificado a octavos de final |
|  | Posible mejor tercero          |
|  | Eliminado y descendido         |

| Fecha 1   | Fecha 1   | Fecha 1   | Fecha 1            | Fecha 1          | Fecha 1 |           | Fecha 2   | Fecha 2   | Fecha 2                  | Fecha 2          | Fecha 2 | Fecha 2 |
| Local     | Resultado | Visitante | Estadio            | Fecha            | Hora    | Local     | Resultado | Visitante | Estadio                  | Fecha            | Hora    |         |
| Río Negro | 3-0       | Nacional  | Parque 19 de Abril | 28 de agosto     | 16:00   | Juanicó   | 1-1       | Río Negro | Martínez Monegal         | 4 de septiembre  | 15:00   |         |
| Juanicó   | 0-1       | Universal | Martínez Monegal   | 29 de agosto     | 15:30   | Universal | 3-2       | Nacional  | Casto Martínez           | 4 de septiembre  | 16:30   |         |
| Fecha 3   | Fecha 3   | Fecha 3   | Fecha 3            | Fecha 3          | Fecha 3 | Fecha 4   | Fecha 4   | Fecha 4   | Fecha 4                  | Fecha 4          | Fecha 4 |         |
| Local     | Resultado | Visitante | Estadio            | Fecha            | Hora    | Local     | Resultado | Visitante | Estadio                  | Fecha            | Hora    |         |
| Río Negro | 0-0       | Universal | Casto Martínez     | 12 de septiembre | 16:00   | Universal | 1-1       | Juanicó   | Parque Chanquet          | 18 de septiembre | 12:00   |         |
| Nacional  | 0-1       | Juanicó   | La Calzada         | 12 de septiembre | 16:00   | Nacional  | 0-0       | Río Negro | La Calzada               | 18 de septiembre | 15:30   |         |
| Fecha 5   | Fecha 5   | Fecha 5   | Fecha 5            | Fecha 5          | Fecha 5 | Fecha 6   | Fecha 6   | Fecha 6   | Fecha 6                  | Fecha 6          | Fecha 6 |         |
| Local     | Resultado | Visitante | Estadio            | Fecha            | Hora    | Local     | Resultado | Visitante | Estadio                  | Fecha            | Hora    |         |
| Juanicó   | 1-1       | Nacional  | Martínez Monegal   | 25 de septiembre | 21:00   | Nacional  | 0-0       | Universal | Club Nacional de Florida | 2 de octubre     | 15:30   |         |
| Universal | 1-0       | Río Negro | Casto Martínez     | 26 de septiembre | 15:30   | Río Negro | 1-0       | Juanicó   | Parque 19 de Abril       | 3 de octubre     | 15:30   |         |

###### Serie E
| Pos. | Equipo          | Pts. | PJ | PG | PE | PP | GF | GC | Dif. |
| ---- | --------------- | ---- | -- | -- | -- | -- | -- | -- | ---- |
| 1.º  | Barrio Olímpico | 11   | 6  | 3  | 2  | 1  | 8  | 5  | 3    |
| 2.º  | Lavalleja (R)   | 9    | 6  | 2  | 3  | 1  | 7  | 6  | 1    |
| 3.º  | Piriápolis      | 9    | 6  | 2  | 3  | 1  | 5  | 4  | 1    |
| 4.º  | Melo Wanderers  | 2    | 6  | 0  | 2  | 4  | 4  | 9  | −5   |

|  | Clasificado a octavos de final |
|  | Posible mejor tercero          |
|  | Eliminado y descendido         |

| Fecha 1         | Fecha 1   | Fecha 1         | Fecha 1           | Fecha 1          | Fecha 1 |                 | Fecha 2   | Fecha 2         | Fecha 2           | Fecha 2          | Fecha 2 | Fecha 2 |
| Local           | Resultado | Visitante       | Estadio           | Fecha            | Hora    | Local           | Resultado | Visitante       | Estadio           | Fecha            | Hora    |         |
| Melo Wanderers  | 1-1       | Lavalleja (R)   | Germán Baldassini | 28 de agosto     | 15:30   | Barrio Olímpico | 1-1       | Lavalleja (R)   | Lavalleja (Minas) | 4 de septiembre  | 16:30   |         |
| Piriapolis      | 0-0       | Barrio Olímpico | Complejo Meirana  | 29 de agosto     | 15:30   | Piriápolis      | 1-1       | Melo Wanderers  | Complejo Meirana  | 5 de septiembre  | 15:30   |         |
| Fecha 3         | Fecha 3   | Fecha 3         | Fecha 3           | Fecha 3          | Fecha 3 | Fecha 4         | Fecha 4   | Fecha 4         | Fecha 4           | Fecha 4          | Fecha 4 |         |
| Local           | Resultado | Visitante       | Estadio           | Fecha            | Hora    | Local           | Resultado | Visitante       | Estadio           | Fecha            | Hora    |         |
| Melo Wanderers  | 2-3       | Barrio Olímpico | Amílcar Prieto    | 11 de septiembre | 15:30   | Lavalleja (R)   | 2-1       | Melo Wanderers  | Mario Sobrero     | 18 de septiembre | 18:00   |         |
| Lavalleja (R)   | 1-2       | Piriápolis      | Mario Sobrero     | 11 de septiembre | 21:00   | Barrio Olímpico | 1-0       | Piriápolis      | Lavalleja (Minas) | 19 de septiembre | 20:00   |         |
| Fecha 5         | Fecha 5   | Fecha 5         | Fecha 5           | Fecha 5          | Fecha 5 | Fecha 6         | Fecha 6   | Fecha 6         | Fecha 6           | Fecha 6          | Fecha 6 |         |
| Local           | Resultado | Visitante       | Estadio           | Fecha            | Hora    | Local           | Resultado | Visitante       | Estadio           | Fecha            | Hora    |         |
| Barrio Olímpico | 2-0       | Melo Wanderers  | Lavalleja (Minas) | 25 de septiembre | 20:00   | Melo Wanderers  | 0-1       | Piriápolis      | Germán Baldassini | 2 de octubre     | 20:00   |         |
| Piriápolis      | 1-1       | Lavalleja (R)   | Complejo Meirana  | 26 de septiembre | 15:30   | Lavalleja (R)   | 2-1       | Barrio Olímpico | Mario Sobrero     | 2 de octubre     | 20:00   |         |

###### Serie F
| Pos. | Equipo        | Pts. | PJ | PG | PE | PP | GF | GC | Dif. |
| ---- | ------------- | ---- | -- | -- | -- | -- | -- | -- | ---- |
| 1.º  | Lavalleja (M) | 16   | 6  | 5  | 1  | 0  | 12 | 5  | 7    |
| 2.º  | Ituzaingó     | 8    | 6  | 2  | 2  | 2  | 9  | 8  | 1    |
| 3.º  | Progreso      | 5    | 6  | 1  | 2  | 3  | 5  | 9  | −4   |
| 4.º  | Boca Juniors  | 4    | 6  | 1  | 1  | 4  | 4  | 8  | −4   |

|  | Clasificado a octavos de final |
|  | Posible mejor tercero          |
|  | Eliminado y descendido         |

| Fecha 1       | Fecha 1   | Fecha 1       | Fecha 1                | Fecha 1          | Fecha 1 |               | Fecha 2   | Fecha 2       | Fecha 2            | Fecha 2          | Fecha 2 | Fecha 2 |
| Local         | Resultado | Visitante     | Estadio                | Fecha            | Hora    | Local         | Resultado | Visitante     | Estadio            | Fecha            | Hora    |         |
| Ituzaingó     | 1-1       | Progreso      | Campus Maldonado       | 28 de agosto     | 15:30   | Lavalleja (M) | 3-2       | Ituazaingó    | Lavalleja (Minas)  | 4 de septiembre  | 14:00   |         |
| Lavalleja (M) | 2-0       | Boca Juniors  | Municipal de Lavalleja | 28 de agosto     | 16:45   | Boca Juniors  | 1-0       | Progreso      | Germán Baldassini  | 5 de septiembre  | 16:00   |         |
| Fecha 3       | Fecha 3   | Fecha 3       | Fecha 3                | Fecha 3          | Fecha 3 | Fecha 4       | Fecha 4   | Fecha 4       | Fecha 4            | Fecha 4          | Fecha 4 |         |
| Local         | Resultado | Visitante     | Estadio                | Fecha            | Hora    | Local         | Resultado | Visitante     | Estadio            | Fecha            | Hora    |         |
| Ituazaingó    | 1-1       | Boca Juniors  | Campus Maldonado       | 11 de septiembre | 15:30   | Boca Juniors  | 1-2       | Lavalleja (M) | Germán Baldassini  | 18 de septiembre | 15:30   |         |
| Progreso      | 1-1       | Lavalleja (M) | Cancha de Progreso     | 12 de septiembre | 15:30   | Progreso      | 1-3       | Ituazaingó    | Cancha de Progreso | 19 de septiembre | 15:30   |         |
| Fecha 5       | Fecha 5   | Fecha 5       | Fecha 5                | Fecha 5          | Fecha 5 | Fecha 6       | Fecha 6   | Fecha 6       | Fecha 6            | Fecha 6          | Fecha 6 |         |
| Local         | Resultado | Visitante     | Estadio                | Fecha            | Hora    | Local         | Resultado | Visitante     | Estadio            | Fecha            | Hora    |         |
| Lavalleja (M) | 2-0       | Progreso      | Lavalleja (Minas)      | 24 de septiembre | 21:15   | Ituazaingó    | 1-2       | Lavalleja (M) | Campus Maldonado   | 2 de octubre     | 16:00   |         |
| Boca Juniors  | 0-1       | Ituazaingó    | Germán Baldassini      | 25 de septiembre | 15:30   | Progreso      | 2-1       | Boca Juniors  | Cancha de Progreso | 3 de octubre     | 15:30   |         |

### Mejores terceros
| Pos. | Equipo        | Pts. | PJ | PG | PE | PP | GF | GC | Dif. |
| ---- | ------------- | ---- | -- | -- | -- | -- | -- | -- | ---- |
| 1.º  | Piriápolis    | 9    | 6  | 2  | 3  | 1  | 5  | 4  | 1    |
| 2.º  | Central       | 7    | 6  | 2  | 1  | 3  | 9  | 8  | 1    |
| 3.º  | Huracán       | 7    | 6  | 1  | 4  | 1  | 8  | 9  | −1   |
| 4.º  | Juanicó       | 6    | 6  | 1  | 3  | 2  | 4  | 4  | 0    |
| 5.º  | Universitario | 5    | 6  | 1  | 2  | 3  | 7  | 9  | −2   |
| 6.º  | Progreso      | 5    | 6  | 1  | 2  | 3  | 5  | 9  | −4   |

|  | Clasificado a octavos de final |

## Fase eliminatoria
|  | Octavos de final  | Octavos de final | Octavos de final |           |   | Cuartos de final | Cuartos de final | Cuartos de final |  |  | Semifinales | Semifinales | Semifinales |  |  | Final | Final | Final |
|  |                   |                  |                  |           |   |                  |                  |                  |  |  |             |             |             |  |  |       |       |       |
|  |                   |                  |                  |           |   |                  |                  |                  |  |  |             |             |             |  |  |       |       |       |
|  |                   |                  |                  |           |   |                  |                  |                  |  |  |             |             |             |  |  |       |       |       |
|  |                   |                  |                  |           |   |                  |                  |                  |  |  |             |             |             |  |  |       |       |       |
|  | Huracán           | 1                | 2                |           |   |                  |                  |                  |  |  |             |             |             |  |  |       |       |       |
|  | Huracán           | 1                | 2                |           |   |                  |                  |                  |  |  |             |             |             |  |  |       |       |       |
|  | Juventud          | 1                | 3                |           |   |                  |                  |                  |  |  |             |             |             |  |  |       |       |       |
|  | Juventud          | 1                | 3                | Juventud  | 1 | 1                |                  |                  |  |  |             |             |             |  |  |       |       |       |
|  |                   |                  |                  |           | 1 | 1                |                  |                  |  |  |             |             |             |  |  |       |       |       |
|  |                   | Universal        | 1                | 0         |   |                  |                  |                  |  |  |             |             |             |  |  |       |       |       |
|  | Universal         | Universal        | 1                | 0         | 0 | 2                |                  |                  |  |  |             |             |             |  |  |       |       |       |
|  | Universal         |                  |                  |           | 0 | 2                |                  |                  |  |  |             |             |             |  |  |       |       |       |
|  | Piriápolis        | 0                | 1                |           |   |                  |                  |                  |  |  |             |             |             |  |  |       |       |       |
|  | Piriápolis        | 0                | 1                | Juventud  | 1 | 1 (4)            |                  |                  |  |  |             |             |             |  |  |       |       |       |
|  |                   |                  |                  |           | 1 | 1 (4)            |                  |                  |  |  |             |             |             |  |  |       |       |       |
|  |                   | Juanicó          | 1                | 1 (3)     |   |                  |                  |                  |  |  |             |             |             |  |  |       |       |       |
|  | Laureles          | Juanicó          | 1                | 1 (3)     | 1 | 2                |                  |                  |  |  |             |             |             |  |  |       |       |       |
|  | Laureles          |                  |                  |           | 1 | 2                |                  |                  |  |  |             |             |             |  |  |       |       |       |
|  | Juanicó           | 1                | 2                |           |   |                  |                  |                  |  |  |             |             |             |  |  |       |       |       |
|  | Juanicó           | 1                | 2                | Juanicó   | 1 | 2                |                  |                  |  |  |             |             |             |  |  |       |       |       |
|  |                   |                  |                  |           | 1 | 2                |                  |                  |  |  |             |             |             |  |  |       |       |       |
|  |                   | Lavalleja (M)    | 0                | 1         |   |                  |                  |                  |  |  |             |             |             |  |  |       |       |       |
|  | Lavalleja (M)     | Lavalleja (M)    | 0                | 1         | 2 | 1                |                  |                  |  |  |             |             |             |  |  |       |       |       |
|  | Lavalleja (M)     |                  |                  |           | 2 | 1                |                  |                  |  |  |             |             |             |  |  |       |       |       |
|  | Lavalleja (R)     | 2                | 1                |           |   |                  |                  |                  |  |  |             |             |             |  |  |       |       |       |
|  | Lavalleja (R)     | 2                | 1                | Juventud  | 5 | 0 (0; 2)         |                  |                  |  |  |             |             |             |  |  |       |       |       |
|  |                   |                  |                  |           | 5 | 0 (0; 2)         |                  |                  |  |  |             |             |             |  |  |       |       |       |
|  |                   | Central          | 0                | 2 (0; 4)  |   |                  |                  |                  |  |  |             |             |             |  |  |       |       |       |
|  | Barracas          | Central          | 0                | 2 (0; 4)  | 1 | 1                |                  |                  |  |  |             |             |             |  |  |       |       |       |
|  | Barracas          |                  |                  |           | 1 | 1                |                  |                  |  |  |             |             |             |  |  |       |       |       |
|  | Wanderers Juvenil | 1                | 0                |           |   |                  |                  |                  |  |  |             |             |             |  |  |       |       |       |
|  | Wanderers Juvenil | 1                | 0                | Barracas  | 2 | 1                |                  |                  |  |  |             |             |             |  |  |       |       |       |
|  |                   |                  |                  |           | 2 | 1                |                  |                  |  |  |             |             |             |  |  |       |       |       |
|  |                   | Río Negro        | 0                | 4         |   |                  |                  |                  |  |  |             |             |             |  |  |       |       |       |
|  | Barrio Olímpico   | Río Negro        | 0                | 4         | 1 | 3                |                  |                  |  |  |             |             |             |  |  |       |       |       |
|  | Barrio Olímpico   |                  |                  |           | 1 | 3                |                  |                  |  |  |             |             |             |  |  |       |       |       |
|  | Río Negro         | 1                | 6                |           |   |                  |                  |                  |  |  |             |             |             |  |  |       |       |       |
|  | Río Negro         | 1                | 6                | Río Negro | 1 | 1 (3)            |                  |                  |  |  |             |             |             |  |  |       |       |       |
|  |                   |                  |                  |           | 1 | 1 (3)            |                  |                  |  |  |             |             |             |  |  |       |       |       |
|  |                   | Central          | 0                | 1 (4)     |   |                  |                  |                  |  |  |             |             |             |  |  |       |       |       |
|  | San Eugenio       | Central          | 0                | 1 (4)     | 0 | 2                |                  |                  |  |  |             |             |             |  |  |       |       |       |
|  | San Eugenio       |                  |                  |           | 0 | 2                |                  |                  |  |  |             |             |             |  |  |       |       |       |
|  | Central           | 4                | 3                |           |   |                  |                  |                  |  |  |             |             |             |  |  |       |       |       |
|  | Central           | 4                | 3                | Central   | 0 | 3                |                  |                  |  |  |             |             |             |  |  |       |       |       |
|  |                   |                  |                  |           | 0 | 3                |                  |                  |  |  |             |             |             |  |  |       |       |       |
|  |                   | Porongos         | 1                | 1         |   |                  |                  |                  |  |  |             |             |             |  |  |       |       |       |
|  | Porongos          | Porongos         | 1                | 1         | 2 | 1                |                  |                  |  |  |             |             |             |  |  |       |       |       |
|  | Porongos          |                  |                  |           | 2 | 1                |                  |                  |  |  |             |             |             |  |  |       |       |       |
|  | Ituzaingó         | 0                | 1                |           |   |                  |                  |                  |  |  |             |             |             |  |  |       |       |       |

### Octavos de final
| 9 de octubre de 2021, 16:00 | Juventud | 1:1 | Huracán | Polideportivo Juventud, Colonia del Sacramento |  |
|                             |          |     |         | Árbitro(s): Luis López                         |  |

| 17 de octubre de 2021, 16:00 | Huracán | 2:3 | Juventud | Parque Artigas, Paysandú |  |
|                              |         |     |          | Árbitro(s): Carlos Paz   |  |

| 10 de octubre de 2021, 15:30 | Piriápolis | 0:0 | Universal | Complejo Meirana, Piriápolis |  |
|                              |            |     |           | Árbitro(s): Johny Cidades    |  |

| 17 de octubre de 2021, 16:00 | Universal | 2:1 | Piriápolis | Estadio Martínez Laguarda, San José |  |
|                              |           |     |            | Árbitro(s): Fernando Martínez       |  |

| 10 de octubre de 2021, 17:00 | Juanicó | 1:1 | Laureles | Estadio Martínez Monegal, Canelones |  |
|                              |         |     |          | Árbitro(s): Fernando Martínez       |  |

| 27 de octubre de 2021, 21:00 | Laureles | 2:2 | Juanicó | Parque Liebig's, Fray Bentos |  |
|                              |          |     |         | Árbitro(s): Matías Schneider |  |

| 9 de octubre de 2021, 20:15 | Lavalleja (Rocha) | 2:2 | Lavalleja (Minas) | Estadio Mario Sobrero, Rocha |  |
|                             |                   |     |                   | Árbitro(s): Cristian Bouvier |  |

| 16 de octubre de 2021, 20:30 | Lavalleja (Minas) | 1:1 | Lavalleja (Rocha) | Estadio Juan Antonio Lavalleja, Minas |  |
|                              |                   |     |                   | Árbitro(s): Williams Palacios         |  |

| 10 de octubre de 2021, 15:30 | Wanderers Juvenil | 1:1 | Barracas | Estadio Raúl Goyenola, Tacuarembó |  |
|                              |                   |     |          | Árbitro(s): Robert Ledesma        |  |

| 17 de octubre de 2021, 15:30 | Barracas | 1:0 | Wanderers Juvenil | Estadio Eduardo Piazze, Dolores |  |
|                              |          |     |                   | Árbitro(s): Sergio Liuzzi       |  |

| 10 de octubre de 2021, 15:30 | Río Negro | 1:1 | Barrio Olímpico | Parque 19 de Abril, San José |  |
|                              |           |     |                 | Árbitro(s): Daniel Soteldo   |  |

| 16 de octubre de 2021, 17:30 | Barrio Olímpico | 3:6 | Río Negro | Estadio Juan Antonio Lavalleja, Minas |  |
|                              |                 |     |           | Árbitro(s): Néstor Pereyra            |  |

| 10 de octubre de 2021, 15:30 | Piriápolis | 0:0 | Universal | Complejo Meirana, Piriápolis |  |
|                              |            |     |           | Árbitro(s): Johny Cidades    |  |

| 17 de octubre de 2021, 16:00 | Universal | 1:1 | Piriápolis | Estadio Martínez Laguarda, San José |  |
|                              |           |     |            | Árbitro(s): Fernando Martínez       |  |

| 10 de octubre de 2021, 15:30 | Central | 4:0 | San Eugenio | Estadio Martínez Laguarda, San José |  |
|                              |         |     |             | Árbitro(s): Williams Palacios       |  |

| 16 de octubre de 2021, 20:00 | San Eugenio | 2:3 | Central | Estadio Matías González, Artigas |  |
|                              |             |     |         | Árbitro(s): Sergio Martínez      |  |

| 10 de octubre de 2021, 16:00 | Ituzaingó | 0:2 | Porongos | Parque San Rafael, Punta del Este |  |
|                              |           |     |          | Árbitro(s): Sebastián Montenegro  |  |

| 17 de octubre de 2021, 16:00 | Porongos | 1:1 | Ituzaingó | Estadio Juan Antonio Lavalleja, Trinidad |  |
|                              |          |     |           | Árbitro(s): Facundo Piña                 |  |

### Cuartos de final
| 30 de octubre de 2021, 16:00 | Juventud | 1:1 | Universal | Polideportivo Juventud, Colonia del Sacramento |  |
|                              |          |     |           | Árbitro(s): Fernando Di Maggio                 |  |

| 7 de noviembre de 2021, 17:00 | Universal | 0:1 | Juventud | Parque Chanquet, San José |  |
|                               |           |     |          | Árbitro(s): César Arrué   |  |

| 31 de octubre de 2021, 21:00 | Juanicó | 1:0 | Lavalleja (Minas) | Estadio Martínez Monegal, Canelones |  |
|                              |         |     |                   | Árbitro(s): Fernando Bruno          |  |

| 7 de noviembre de 2021, 21:15 | Lavalleja (Minas) | 1:2 | Juanicó | Estadio Juan Antonio Lavalleja, Minas |  |
|                               |                   |     |         | Árbitro(s): Néstor Pereyra            |  |

| 31 de octubre de 2021, 19:00 | Barracas | 2:0 | Río Negro | Estadio Eduardo Piazze, Dolores |  |
|                              |          |     |           | Árbitro(s): Robert Ledesma      |  |

| 7 de noviembre de 2021, 17:00 | Río Negro | 4:1 | Barracas | Estadio Martínez Laguarda, San José |  |
|                               |           |     |          | Árbitro(s): Cristian Bouvier        |  |

| 30 de octubre de 2021, 19:00 | Central | 0:1 | Porongos | Estadio Martínez Laguarda, San José |  |
|                              |         |     |          | Árbitro(s): Cristian Bouvier        |  |

| 6 de noviembre de 2021, 19:00 | Porongos | 1:3 | Central | Estadio Juan Antonio Lavalleja, Trinidad |  |
|                               |          |     |         | Árbitro(s): Rodolfo Rivero               |  |

### Semifinales
| 14 de noviembre de 2021, 21:15 | Juanicó | 1:1 | Juventud | Estadio Martínez Monegal, Canelones |  |
|                                |         |     |          | Árbitro(s): Andrés Castro           |  |

| 20 de noviembre de 2021, 21:00 | Juventud | 1:1 (4:3 p) | Juanicó | Estadio Profesor Suppici, Colonia del Sacramento |  |
|                                |          |             |         | Árbitro(s): José De Los Santos                   |  |

| 13 de noviembre de 2021, 21:15 | Central | 0:1 | Río Negro | Estadio Martínez Laguarda, San José |  |
|                                |         |     |           | Árbitro(s): Fernando Di Maggio      |  |

| 21 de noviembre de 2021, 19:00 | Río Negro | 0:1 (3:4 p) | Central | Estadio Martínez Laguarda, San José |  |
|                                |           |             |         | Árbitro(s): Daniel Martínez         |  |

### Final
| 28 de noviembre de 2021, 19:00 | Juventud | 5:0 | Central | Estadio Profesor Suppici, Colonia del Sacramento |  |
|                                |          |     |         | Árbitro(s): Sebastián Montenegro                 |  |

| 5 de diciembre de 2021, 18:00 | Central | 2:0 (TE 0:0, PEN 4:3 ) | Juventud | Estadio Martínez Laguarda, San José |  |
|                               |         |                        |          | Árbitro(s): Matías Schneider        |  |

|                                         |
|                                         |
| Campeón Central de San José 4.º. título |

## Goleadores
| Jugador             | Equipo            | Goles |
| ------------------- | ----------------- | ----- |
| Sebastián Noy Carro | Juventud          | 7     |
| Ignacio Nadal       | Barracas          | 6     |
| Santiago Barboza    | Lavalleja (Rocha) | 5     |
| Octavio Colo        | Juventud          | 5     |
| Juan Guardado       | Central           | 5     |
| Luis Moreno         | Juanicó           | 5     |

## Televisación
La empresa Tenfield (que transmite los encuentros de la Primera y Segunda División Profesional) transmitió los partidos más destacados del torneo y compila los goles de todos los partidos en un resumen semanal.